# Kid Bengala
Kid Bengala, nome artístico de Clóvis Basílio dos Santos (Santos, 19 de novembro de 1954), é um ex-ator pornô brasileiro.
Tornou-se figura de destaque do cinema pornográfico brasileiro nos anos 2000, ganhando o apelido "Kid Bengala" devido ao instrumento de auxílio em seu trabalho: uma bengala de madeira feita à medida de seu pênis que mediria em torno de 33 cm.
Kid Bengala também tornou-se um meme, devido aos seus vídeos politicamente incorretos, pornográficos ou não, que incluem a fantasia dos mais variados fetiches, religião, ladrões, furtos, vampiros e até mesmo estupro, porém tudo se trata apenas de fantasia, sem nenhum tipo de atuação ilegal.

## Biografia

### Carreira
Aos 27 anos, vindo de uma recente separação, Kid Bengala fez uma foto para uma revista estrangeira, um produtor brasileiro viu e o convidou para atuar em filmes pornográficos.
Desde 1988, atuou em mais de 100 filmes, como Kid Bengala, Casal no Pau e Sexo no Salão 2006, filme esse que possui uma entrevista com Bengala feita por Rita Cadillac.
Em 2008, candidatou-se a vereador pela cidade de São Paulo e não foi eleito, tento contado 902 votos, aproximadamente 0,02% dos votos válidos.
Em 2009, participou de um videoclipe musical da banda Massacration junto com Fabiane Thompson, no single "The Bull", atuando como amante da mulher do vocalista Detonator em um caso extraconjugal.
Em 2014, se candidatou a deputado estadual e saiu derrotado após receber 1 106 votos.
Em 2020, adentrou o mundo do trap com um single chamado “Trepi$ta”, com direito a clipe oficial. No mesmo ano, candidatou-se pelo Partido Trabalhista Brasileiro e teve 956 votos, não sendo eleito e também sendo demitido da Brasileirinhas, a produtora de filmes pornográficos em que estava empregado desde 1998.
Em 2021, participou de um videoclipe do funkeiro MC Ryan SP, com a atriz pornô Elisa Sanches.
Em 2022, recebeu insuficientes 10 312 votos e falhou ao tentar eleger-se deputado federal em São Paulo pelo União Brasil.

## Filmografia
Kid Bengala atuou em diversos filmes, em sua maioria como protagonista, descritos abaixo:
- 2012–2020: A Casa das Brasileirinhas
- 2011: O Poderoso Bengão
- 2011: Kid Bengala vs Zühl
- 2009: Deu a Louca na Babalu
- 2008: Reféns do Sexo
- 2008: O Aniversário de Nossa Estrela
- 2008: Kid Bengala vs. Biggz
- 2008: Fome de Sexo
- 2007: Kid Bengala e suas Ninfetas
- 2007: Sexy Girl
- 2007: Frota, Mônica & Cia
- 2007: Kid Bengala
- 2007: O Melhor de Kid Bengala
- 2006: Sexo no Salão 2006
- 2006: A Campeã do Anal
- 2006: Kid Bengala 5
- 2006: A Idade da Loba
- 2006: Casal no Pau 2
- 2006: Black & White
- 2005: Coroa nota 1000
- 2005: Depois dos 40 Vol. 10
- 2005: O Clube das Peludas
- 2004: Casal no Pau
- ????: O Verdadeiro Fenômeno
- 1990: Ninfetas Profundas
- ????: A Tia
- 1988: Uma Noite Kom Kid Bengala[26]